# Ноктюрама (фильм)
«Нокюрама» (фр. Nocturama; вариант: Париж — это праздник) — драматический фильм 2016 года французского режиссёра Бертрана Бонелло о молодых террористах.

## Сюжет
В центре внимания — хорошо организованная группа молодых людей, некоторые из которых ещё являются несовершеннолетними. Они устраивают серию одновременных терактов в разных частях Парижа (Министерство внутренних дел, крупный бизнес-центр, статуя Жанны д’Арк), а после этого собираются переждать ночь в старинном универмаге La Samaritaine. При всей решительности в действиях, молодые люди напуганы: совершив теракты, они не знают, что делать дальше. Герои начинают метаться, между ними возникают конфликты; они обосабливаются и пытаются отделиться от остальных.
Фильм заканчивается захватом спецслужбами здания, в котором находятся террористы.

## В ролях
| Актёр             | Роль     |
| ----------------- | -------- |
| Финнегэн Олдфилд  | Давид    |
| Венсан Ротье      | Грег     |
| Хамза Мецьяни     | Ясин     |
| Манал Исса        | Сабрина  |
| Мартин Пети-Гийо  | Андре    |
| Джамил Маккрейвен | Мика     |
| Рабах Наит Уфелла | Омар     |
| Луис Рего         | Жан-Клод |

## Производство
В рабочей версии фильм носил название «Париж — это праздник», но со временем его изменили на «Ноктюрама». Андрей Карташов в статье «Ноктюрама»: Ночь принадлежит нам пишет по этому поводу: «В результате это заглавие „Париж — это праздник“ с отчётливо звучащей в нём истерической нотой заменили загадочным неологизмом, в котором угадываются две поп-культурные отсылки — к одноимённому альбому Ника Кейва (ему объявлена благодарность в титрах) и к „Гламораме“ Брета Истона Эллиса. Первые новостные сводки называли фильм Бонелло чуть ли не экранизацией романа; в действительности сюжетных пересечений между ними нет, кроме, собственно, самого существования террористической организации без идеалов и цели».

## Критика

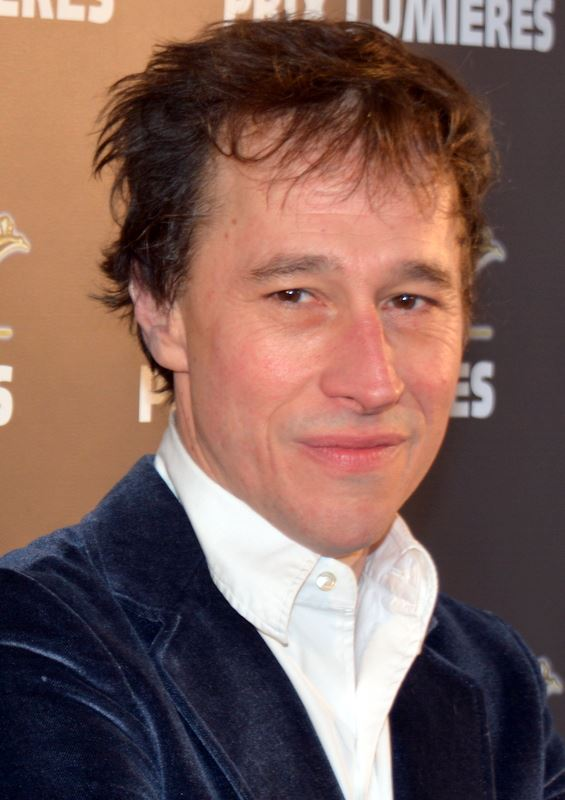
Бертран Бонелло, режиссёр фильма

На 2021 года фильм занимает 721-е место из 1000 в рейтинге лучших фильмов XXI века (THE 21ST CENTURY’S MOST ACCLAIMED FILMS) по версии сайта They Shoot Pictures.
По данным агрегатора Rotten Tomatoes, «Ноктюрама» получила 82 % положительных отзывов от кинокритиков (на основе 49 рецензий). Заключение агрегатора: Nocturama uses an unorthodox perspective and repellent protagonists to offer sobering statements about modern society — and deliver uniquely suspenseful entertainment.

###### Русскоязычная критика
- Андрей Плахов, Зоология с патологией (Коммерсантъ): «Фильм был задуман ещё несколько лет назад, а закончен аккурат к последним парижским терактам, что одновременно послужило рекламой и цензурным препятствием: ожидаемая премьера „Ноктюрамы“ задержалась на полгода. В картине впечатляет главным образом большой эпизод: в нём показано, как „невинные убийцы“ скрываются на ночь в универмаге „Самаритэн“, забитом брэндовыми тряпками и жратвой, и постепенно поддаются соблазнам ненавистного общества потребления. В остальных своих частях фильм хромает, ибо Бонелло не владеет ни жанровым саспенсом, ни идеологическим обеспечением болезненной темы — и в результате скатывается к фальши»[12].
- Андрей Карташов в статье «Ноктюрама»: Ночь принадлежит нам (Сеанс) резюмирует: «Герои Бонелло всегда живут без будущего: его не было у героинь „Аполлониды“ (что их ждало в этом будущем?) и не было у Сен-Лорана, который жил только сегодняшним днём. Террористы из „Ноктюрамы“ — тинейджеры, почти ровесники XXI века, и они сознательно выбирают отказ от любого завтра. Но если так, то пусть мир закончится не со всхлипом, а с громом. На его развалинах будет звучать хип-хоп и Blondie, и будут танцы»[9].
- Константин Игнатущенко, ТАКОЙ КИНОПРАЗДНИК. ДЕНЬ ТРЕТИЙ (Новый взгляд): «Бонелло уже давно вышел из категории „молодой и перспективный“, но до „заслуженного автора“ как-то добраться не смог. Это вполне можно было бы считать плюсом, мол, не забронзовел, продолжает искать что-то новое и провоцировать лицемерную буржуазную мораль общественности. Но тот же „Сен-Лоран. Стиль — это я“ был мирно заявлен Франции на соискание „Оскара“, так что считать его какой-то ускользающей маргинальной фигурой не получается никак. Как не получается найти хоть чего-то оправдывающего просмотр „Ноктюрамы“. <…> Очевидно, что режиссёр не желает раскрывать мотивацию поступка террористов, полагая, видимо, что просто фраза „это должно было случиться“, если её несколько раз повторить устами разных персонажей, будет достаточно убедительной. Однако не убеждает, причём опять-таки не столько с точки зрению правдоподобности сюжета, а просто внутренней логики картины. <…> Чем-то похожий пустой, гламурный бунт миллениалов не так дано можно было видеть в фильмах „Элитное общество“ Софии Копполы и „Отвязные каникулы“ Хармони Корина. Также как и там, протест заканчивается желанием иметь неограниченный доступ к этому буржуазному парадизу, в котором „все включено“. Проблема лишь в том, что в этом герметичном и стерильном пространстве гиперреальности, рая потребления и обывательского гедонизма, заперт и сам автор(ы). Из плюсов, пожалуй, лишь запоминающаяся сцена исполнения кавера на „My way“ Фрэнка Синатры „под фонеру“, но в данном случае, лучше дождаться клипа на ютубе, чем смотреть целый фильм»[13].